# Роже Марш
Роже Марш (фр. Roger Marche, 5 березня 1924, Віллер-Семез — 1 листопада 1997, Шарлевіль-Мезьєр) — французький футболіст, що грав на позиції захисника, зокрема, за клуби «Реймс» та «Расінг» (Париж), а також національну збірну Франції.
Дворазовий чемпіон Франції. Володар Кубка Франції. Володар Суперкубка Франції. 

## Клубна кар'єра
У дорослому футболі дебютував виступами за команду «Моон». 
Згодом захищав кольори команди «Шарлевіль».
Своєю грою за останню команду привернув увагу представників тренерського штабу клубу «Реймс», до складу якого приєднався 1944 року. Відіграв за команду з Реймса наступні десять сезонів своєї ігрової кар'єри. Більшість часу, проведеного у складі «Реймса», був основним гравцем захисту команди.
1954 року перейшов до клубу «Расінг» (Париж), за який відіграв 8 сезонів.  Граючи у складі паризького «Расінга» також здебільшого виходив на поле в основному складі команди. Завершив професійну кар'єру футболіста виступами за команду «Расінг» (Париж) у 1962 році.

## Виступи за збірну
1947 року дебютував в офіційних матчах у складі національної збірної Франції. Протягом кар'єри у національній команді провів у її формі 63 матчі, забивши 1 гол.
У складі збірної був учасником двох чемпіонатів світу:
1954 року у Швейцарії, де зіграв з Мексикою (3-2).
1958 року у Швеції, на якому команда здобула бронзові нагороди. Зіграв проти Югославії (2-3).
Помер 1 листопада 1997 року на 74-му році життя у місті Шарлевіль-Мезьєр.

## Титули і досягнення
- Чемпіон Франції (2):

«Реймс»: 1948-1949, 1952-1953
- Володар Кубка Франції (1):

«Реймс»: 1949-1950
- Володар Суперкубка Франції (1):

«Реймс»: 1949
- Володар Латинського кубка (1):

«Реймс»: 1953
- Бронзовий призер чемпіонату світу: 1958